# Cimolichthys
Genre
Espèces de rang inférieur
- † Cimolichthys nepaholica Cope, 1872 (espèce type)
- † ? Cimolichthys anceps Cope, 1872
- † ? Cimolichthys gladiolus Cope, 1872
- † ? Cimolichthys levesiensis Leidy, 1857
- † ? Cimolichthys semianceps Cope, 1872
- † ? Cimolichthys sulcatus Cope, 1872

Cimolichthys est un genre éteint de poissons marins à nageoires rayonnées Aulopiformes, seul membre de la famille des Cimolichthyidae. Il a vécu au Crétacé supérieur et ses fossiles ont été découverts aux États-Unis au Canada et aux Pays-Bas.
L'espèce type est Cimolichthys nepaholica Cope, 1872. La validité des autres espèces, basées sur des fossiles de dents isolées ou de fragments de mâchoires, reste à confirmer,. 

## Description

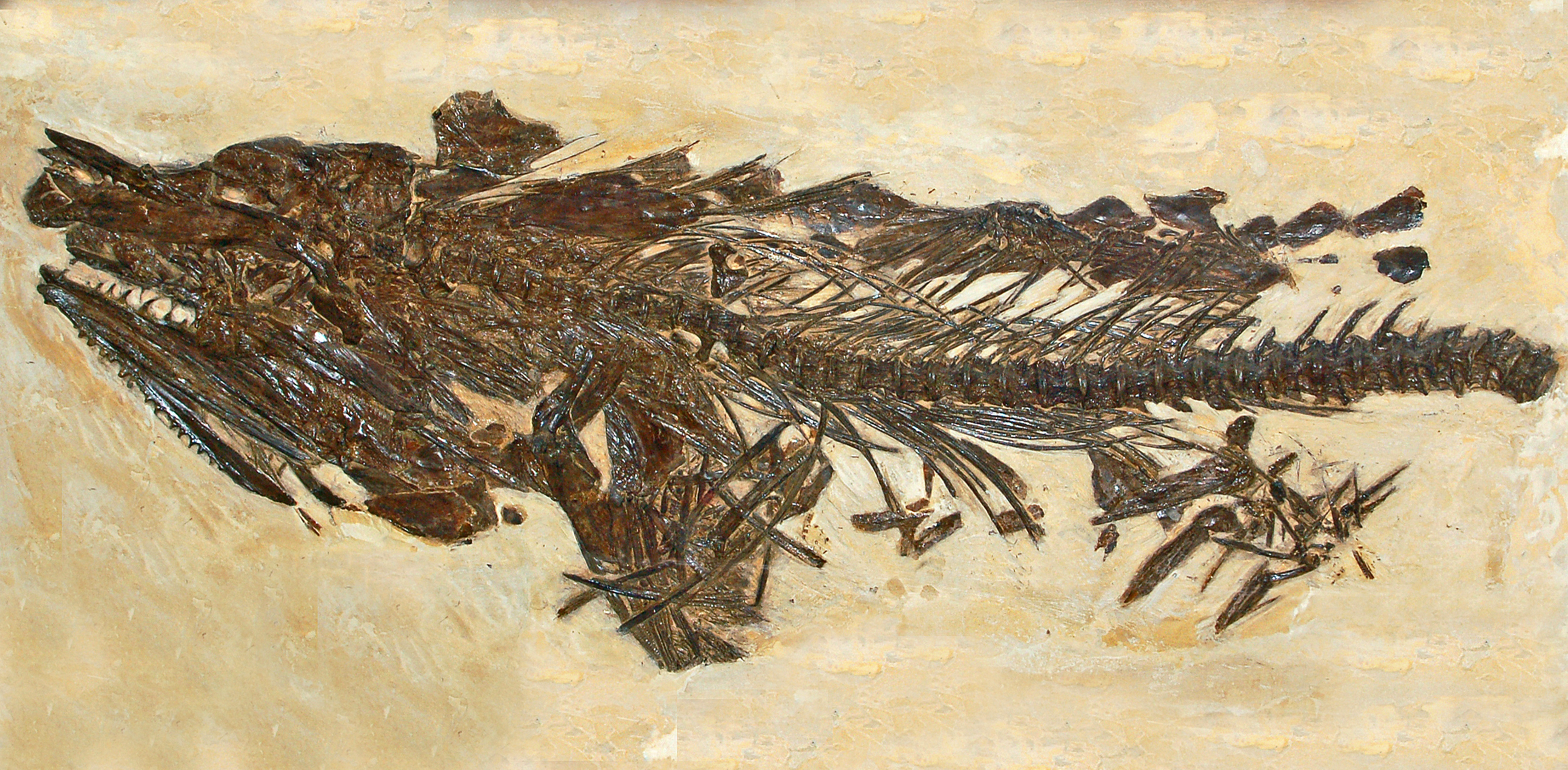
Fossile de Cimolichthys au musée canadien de la nature à Ottawa.

Cimolichthys était un prédateur marin nectonique d'une longueur de 1,5 à 2 mètres. L'animal vivant devait ressembler à un très grand brochet bien qu'il n'ait aucune parenté avec ces poissons. Il est caractérisé par un museau dont la longueur est équivalente au diamètre de ses orbites. Ses mâchoires inférieures sont étroites avec plusieurs rangées de dents. Son corps était couvert de larges écailles épaisses. 
Un fossile du musée d'histoire naturelle de l'Université du Colorado est le squelette d'un Cimolichthys avec la plume (ou gladius) d'un jeune calmar géant Tusoteuthis dans son œsophage, témoignant d'une mort subite pendant l'ingestion, soit par ensevelissement dans une coulée de boue subaquatique (probabilité thanatocénosique), soit par inadéquation éthologique (possibilité que le prédateur ayant mal évalué la taille de sa proie, se soit étouffé avec).

## Classification
Cimolichthys a été considéré comme un salmoniforme du sous-ordre des Enchodontoidei par Goody en 1969,, avant d'être rattaché au Aulopiformes.
Hilda M. A. Silva et Valéria Gallo ont montré en 2011 que le sous-ordre des Enchodontoidei n'était pas monophylétique.